# Cleveland Barons (1937–1973)
För andra betydelser, se Cleveland Barons.
Cleveland Barons var ett ishockeylag i American Hockey League mellan 1937 och 1973. Det fanns även ett Cleveland Barons i NHL mellan 1976 och 1978, som gick ihop med Minnesota North Stars, och därmed upplöstes.